# Heterochaeta pantherina
Heterochaeta pantherina är en bönsyrseart som beskrevs av Henri Saussure 1872. Heterochaeta pantherina ingår i släktet Heterochaeta och familjen Mantidae. Inga underarter finns listade i Catalogue of Life.